# Olga Scheinpflugová
Olga Scheinpflugová (3. prosince 1902 Slaný – 13. dubna 1968 Praha) byla česká herečka, spisovatelka, básnířka a dramatička, manželka Karla Čapka.

## Život

### Mládí

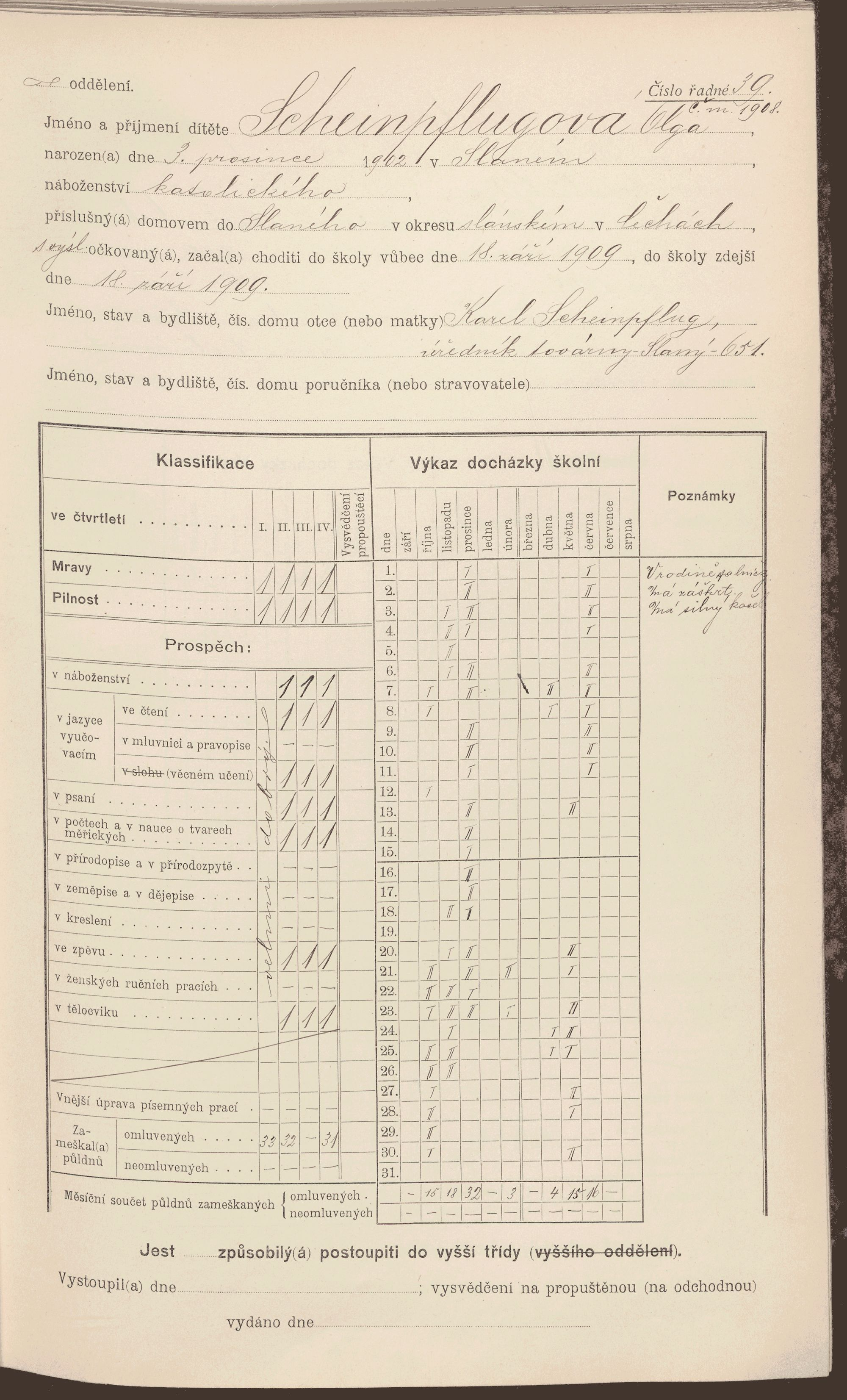
Výkaz docházky a prospěchu Olgy Scheinpflugové z první třídy obecné školy ve Slaném

Narodila se v rodině spisovatele Karla Scheinpfluga (1869–1948) a matky Boženy, rozené Fričové (1878–1911). Jejími sourozenci byli Karel Scheinpflug (1899–1987, pozdější ochránce autorských práv Karla Čapka) a Božena Scheinpflugová (1901–1984, provdaná za dramatika a kritika Edmonda Konráda). Po více než roce vdovství se otec oženil s Miladou Krinerovou (1871–1955).
Od roku 1918 studovala herectví u Marie Hübnerové, členky činohry Národního divadla. V roce 1920 byla angažována do Švandova divadla. V letech 1922–1928 byla členkou Městského divadla na Král. Vinohradech.
Ve filmu se poprvé objevila v roce 1922, v němém filmu Zlatý klíček podle scénáře Karla Čapka.
Od ledna 1929 přešla z Divadla na Vinohradech do Národního divadla.

### Život s Karlem Čapkem

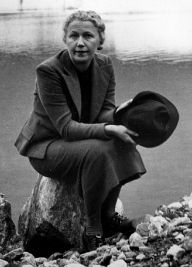
Olga Scheinpflugová u norského fjordu (výřez z fotografie od Karla Čapka)

S Karlem Čapkem se Olga Scheinpflugová osobně seznámila v roce 1920, kdy podle jejího vyprávění na ni počkal před Švandovým divadlem, ve kterém hrála. Obě rodiny zpočátku vztahu nepřály. Dne 26. srpna 1935 se na vinohradské radnici za Karla Čapka provdala, své umělecké příjmení Scheinpflugová si však ponechala. Se svým manželem žila v jeho polovině dvojdomu bratří Čapků, který si Josef a Karel Čapkovi postavili v dnešní Praze 10 a ve vile na Strži u Dobříše. Během společného života procestovali řadu evropských zemí a žila s ním až do jeho smrti v prosinci 1938.

### Německá okupace
V období Protektorátu Čechy a Morava sice pracovala dále jako herečka, byla však opakovaně vyslýchána gestapem a ve svém domě musela strpět prohlídky. Ve svých vzpomínkách zejména uvádí, že byla podezřelá z uchovávání dopisu Edvarda Beneše z exilu Karlu Čapkovi.
V listopadu 1940 odešla na nátlak ze souboru Národního divadla, v její roli ji nahradila Lída Baarová. Protižidovský a pronacistický Arijský boj ji v roce 1941 napadl i pro její pohostinská vystoupení se slovy „...Nechtěla byste toho jednání nechat, milostpaní? Máme na vás nepěkné vzpomínky ještě z dob, kdy jste byla pravidelnou páteční návštěvnicí hradních židovských potlachů.“

### Poválečné období a závěr života
Po válce se druhem Olgy Scheinpflugové stal JUDr. František Krčma (1910–1996), který po jejím úmrtí především usiloval o vydání jejích spisů, zejména pamětí Byla jsem na světě.
Významné filmové role se dočkala až v televizním seriálu Eliška a její rod (1966).
V roce 1946 se vrátila do souboru Národního divadla a zůstala zde až do své smrti v roce 1968. Za svůj život vytvořila na jeho scénách přes 130 rolí. Svou divadelní kariéru ukončila v pohostinském vystoupení v Divadle na Vinohradech ve hře Karla Čapka Matka, jež měla premiéru 1. září 1967 v režii Luboše Pistoria. Podle oficiálně publikované verze bylo příčinou jejího kolapsu neukázněné chování dětských diváků při odpoledním představení hry o Velikonocích 1968, které dohrála, ale po kterém se již na jeviště nevrátila. Faktorů, které aktuálně zhoršily její dlouholetou srdeční chorobu tak, že krátce nato zemřela, bylo ovšem víc. Do ošetření na třetí interní klinice fakultní nemocnice UK v Praze na Karlově náměstí byla přijata 11. dubna 1968. 13. dubna 1968 dopoledne podala interview, ve kterém prohlásila, že prožívá jedno z nejhezčích období svého života a že následující den konečně bude moci vydat svědectví o svém dávném příteli Janu Masarykovi. Téhož dne v 16:55 hodin však na III. interní klinice fakultní nemocnice v Praze zemřela na srdeční infarkt, který se vyvinul v dopoledních hodinách téhož dne. Národní pohřeb se konal 19. dubna 1968. Pohřbena je v Praze na Vyšehradě.
V roce 2022 bylo na její počest pojmenováno náměstí a tramvajová zastávka na Praze 5.

## Ocenění
- 1930 – Státní cena
- 1953 – titul zasloužilý umělec
- 1968 – titul národní umělec

## Dílo

### Básnické sbírky
- 1931 – Všední den
- 1936 – Kouzelná obálka
- 1934 – Skleněná koule
- 1938–1945 – Tunel smrti
- 1939 – Stesk[26]

### Divadelní hry
- Chladné světlo (komedie) 1936
- Madla z cihelny (komedie) 1927
- Viděla jsem Boha (drama) 1945
- Zabitý (komedie)
- Guyana (drama) 1945
- Houpačka (veselohra) 1934
- Okénko (veselohra) 1931
- Láska není všechno (komedie) 1929
- Hra na schovávanou
- Pan Grünfeld a strašidla

### Spisy
- Červený kolotoč (román) 1927

- Divadelní zápisky 1928

- Babiola 1930

- Dvě z nás (román) 1932–1933

- Klíč od domu 1934

- Balada z Karlína (román) 1935

- Sestry (román) 1938

- Vycpaný medvěd (román) 1941

- Přežitá smrt (sbírka prosy) 1947
- Český román, Praha : František Borový, 1947 – autobiografický román
  - 6. vydání: Praha : Československý spisovatel, 1991, ISBN 80-202-0019-3
- Poslední kapitola (román) 1958
- Bílé dveře (román) 1962
- Margita 1965
- Karanténa, Praha, Melantrich, 1972
- O divadle a tak podobně, Praha, Melantrich, 1985 – napsáno spolu s K. Čapkem
- Byla jsem na světě, Praha : Mladá fronta, 1994, 2. vydání, ISBN 80-204-0421-X – kniha vzpomínek

### Vybrané divadelní role
- 1922 – Karel Čapek: Věc Makropulos, Kristinka, Vinohradské divadlo, režie Karel Čapek
- 1923 – Edmond Rostand: Romantikové, Sylvetta, Vinohradské divadlo, režie Gabriel Hart
- 1925 - August Strinberg: Věřitelé - Hra s ohněm, Vinohradské divadlo, režie Jan Bor
- 1925 – Olga Scheinpflugová: Madla z cihelny, titul. role, Vinohradské divadlo, režie Bohuš Stejskal
- 1926 – Fráňa Šrámek: Ostrov veliké lásky, Mary Bertová, Vinohradské divadlo, režie Jaroslav Kvapil
- 1927 – Olga Scheinpflugová: Zabitý, Paní Lída, Vinohradské divadlo, režie Bohuš Stejskal
- 1927 – František Langer: Grandhotel Nevada, Lucy, Vinohradské divadlo, režie Jaroslav Kvapil
- 1927 - Henri Bernstein: Felix, Vinohradské divadlo, režie František Hlavatý
- 1928 – Karel Čapek: Loupežník, Mimi, Vinohradské divadlo, režie Bohuš Stejskal
- 1928 – H. R. Lenormand: Jed v krvi, Poncette, Vinohradské divadlo, režie Jan Bor
- 1928 – F. M. Dostojevskij: Zločin a trest, Soňa, Vinohradské divadlo, režie Jan Bor
- 1929 – Olga Scheinpflugová: Láska není všechno, Julka, Stavovské divadlo, režie Václav Vydra
- 1931 – Olga Scheinpflugová: Okénko, Růžena, Národní divadlo/Stavovské divadlo, režie Jiří Frejka
- 1933 – William Shakespeare: Sen noci svatojánské, Hermie, Národní divadlo, režie Karel Hugo Hilar
- 1934 – Olga Scheinpflugová: Houpačka, Annemarie, Stavovské divadlo, režie Karel Dostal
- 1937 – Karel Čapek: Bílá nemoc, Anetta, Stavovské divadlo, režie Karel Dostal
- 1938 – Karel Čapek: Loupežník, Mimi, Stavovské divadlo, režie Jiří Frejka
- 1939 – William Shakespeare: Macbeth, Lady Macbethová, Prozatímní divadlo, režie Jan Bor
- 1941 – Sofoklés: Antigone, tit. role, Prozatímní divadlo, režie Karel Dostal
- 1945 – Olga Scheinpflugová: Guyana, Marie, Stavovské divadlo, režie Vojta Novák
- 1946 – Olga Scheinpflugová: Viděla jsem Boha, Filemona, Vinohradské divadlo, režie Karel Jernek
- 1947 – Aischylos: Oresteia, Kasandra, Stavovské divadlo, režie Karel Dostal
- 1949 – Alois Jirásek: Lucerna, Mladá kněžna, Tylovo divadlo, režie Josef Pehr
- 1954 – David Berg: Matka Riva, Riva Mendelsonová, Tylovo divadlo, režie František Salzer
- 1955 – A. P. Čechov: Tři sestry, Olga, Tylovo divadlo, režie Zdeněk Štěpánek
- 1958 – N. V. Gogol: Revizor, Anna Andrejevna, Tylovo divadlo, režie Jaromír Pleskot
- 1963 – William Shakespeare: Romeo a Julie, Juliina chůva, Národní divadlo, režie Otomar Krejča
- 1967 – William Congreve: Tak to na tom světě chodí, Lady Wishfort, Tylovo divadlo, režie Miroslav Macháček
- 1967 – Karel Čapek: Matka, titul.role, (j. h.), Vinohradské divadlo, režie Luboš Pistorius

### Filmografie

#### Film
- 1922 Zlatý klíček – role: Sejkorova dcera Olga
- 1931 Žena, která se směje – role: Helena Leeová
- 1963 Tchyně – role: Veselá
- 1964 Každý den odvahu – role: bytná
- 1964 Čintamani a podvodník – povídka Čintamani a ptáci – role: paní Severýnová a v části Podvodník - role: majitelka řeznictví a uzenářství
- 1964 …a pátý jezdec je Strach – role: učitelka hudby

#### Televize
- 1962 Pozdní láska (TV inscenace) – role: majitelka domu Feliciata Antonovna Šablovová
- 1962 Jejich den (TV inscenace) – role: hospodská
- 1963 Putování Simona Mac Keevera (TV inscenace) – role: neurčena
- 1963 Ohnisko nenávisti (TV inscenace) – role: neurčena
- 1963 Metelice (TV inscenace) – role: nevidomá teta Marfy
- 1965 Kůzlátka otevřete... (TV inscenace detektivní hry) – role: babička Hana Kopečková
- 1966 Eliška a její rod (TV seriál) – role: hostinská Eliška Rabasová
- 1967 Okénko od pí Olgy Scheinpflugové (TV inscenace) – role: domovnice Dynybylka
- 1968 Raději potmě (TV inscenace) – role: neurčena
- 1968 Jegor Bulyčov (TV inscenace) – role: Xenie

#### Autorka námětu
- 1933 Okénko (podle divadelní hry)
- 1933 Madla z cihelny (podle divadelní hry)
- 1936 Švadlenka
- 1938 Andula vyhrála
- 1939 Dobře situovaný pán
- 1944 Sobota (napsala pod pseudonymem Stanislava Ratajová)
- 1948 Dnes neordinuji (podle divadelní hry Okénko)
- 1967 Okénko od pí Olgy Scheinpflugové (TV inscenace)
- 1967 Bílé dveře (TV inscenace)
- 2001 Karlínská balada (TV film)